# Jijé
Jijé   (Gedinne, 13 de gener de 1914 - Versalles, 19 de juny de 1980) nom artístic de Joseph Gillain, era un dibuixant de còmics belga. Fou col·laborador de la tira còmica Spirou et Fantasio;(i per haver-hi introduït el personatge Fantasio) i també va ser el creador d'una del primeres tires còmiques europees importants, Jerry Spring.

## Biografia
Va néixer a Gedinne, Namur, on va completar diversos estudis d'art (ebenisteria, orfebreria, dibuix i pintura) a l'escola d'arts i oficis del Monestir de Maredsous, va crear el seu primer personatge de còmic, Jojo al diari catòlic Le Croisé. Jojo va estar influït per Les Aventures de Tintin, però Jijé va anar desenvolupant gradualment el seu propi estil. Aviat va fer una segona sèrie, Blondin et Cirage, per la revista catòlica per a joves Petits Belges. Jijé també va produir moltes il·lustracions per diverses revistes valones.
El 1939, va començar a treballar per la nova revista Spirou, on produeix la major part de la seva obra i amb qui quedarà associat fins al final de la seva vida. Com que la revista no podia rebre material de còmic estranger durant la guerra, ell va dibuixar la majoria dels còmics durant aquell període. Va assumir la sèrie principal, Spirou et Fantasio, de Rob-Vel: va afegir el personatge Fantasio a l'heroi solitari Spirou per tal d'afegir algun detall còmic a la sèrie. Ell llavors va crear la seva pròpia sèrie, Jean Valhardi, i va dibuixar episodis de sèries americanes publicades durant la guerra, com Superman i Red Ryder, quan a causa de la guerra, les pàgines americanes no podrien arribar a l'editor.
La seva fe catòlica va inspirar les biografies de Don Bosco i Cristòfol Colom, així com un gospel en forma de còmic, Emmanuel. Després de la guerra, va entregar les seves sèries a artistes més joves: André Franquin aconseguia Spirou et Fantasio, Eddy Paape Jean Valhardi i Victor Hubinon Blondin et Cirage. A la dècada dels 50, va dibuixar noves aventures de Jean Valhardi i Blondin et Cirage, mentre començava una sèrie nova, Jerry Springs. També va dibuixar una biografia de Baden-Powell. Als 60 es va encarregar de Tanguy et Laverdure d'Albert Uderzo i Redbeard de Victor Hubinon, tots dos a la revista Pilote. Va morir a Versalles després d'una llarga malaltia.

## Estil
Jijé és un dels pocs artistes europeus que ha treballat alhora amb els estils realista i humorístic. Després de començar en un estil semblant a Hergé, l'anonomenada 'línia clara', va anar desenvolupant el seu estil propi, 'l'atom style'. Aquest estil va barrejar elements del línia clara amb elements art déco, i esdevenia un dels estils que definirien el còmic francobelga. També va tenir uns quants joves dibuixants vivint amb ell al seu estudi de Waterloo, creant així l'Escola de Marcinelle: amb André Franquin, Morris i Will. Altres artistes famosos en l'estil i la influència de l'Escola de Marcinelle són Peyo i Jean Roba.
Juntament amb Franquin, Jijé és considerat per ser el pare de l'Atom Style, el qual ha tingut un ressorgiment des dels anys vuitanta amb artistes com Yves Chaland i Ever Meulen.
Però Jijé també fou el primer mestre del còmic francobelga realista, amb Jerry Spring Tant el seu estil de dibuix com la seva manera d'escriure varen ser molt influents i innovadors. Estudiants més tardans de Jijé, no realment de l'Atom Style o l'Escola de Marcinelle, foren Jean Giraud (Moebius), Jean-Claude Mézières i Guy Mouminoux. Jean Giraud va començar treballant amb l'estil de Jijé abans de desenvolupar el seu propi estil.
Fou tingut en gran estima pels seus companys i seguidors. Tibet, autor de Ric Hochet i Chick Bill, que treballava a la revista "rival" Tintin, digué: "If Hergé is considered as God the Father, then Jijé undoubtedly is the Godfather".
Als seus guions es podria veure com una figura de transició entre els còmics de l'heroi clàssic com Alix o Michel Vaillant, i els moderns antiherois com Blueberry o els treballs de Hermann Huppen. Jerry Spring encara era l'heroi perfecte, impecable, però la resta del repartiment ja no estava estrictament dividit en herois, víctimes i villans. A més, els indis no es mostraven amb el patró sanguinari de còmics anteriors. Un cas semblant de missatge antiracista es donava a Blondin et Cirage, amb un noi blanc i un de negre presentats com iguals.
També va dedicar-se a l'escultura i la pintura, principalment pel seu ús privat o per familiars i amics. Les seves il·lustracions per històries com El Comte de Monte Cristo (a la revista belga Bonnes Soirées amb René Follet) mescla elements del còmic i de les seves pintures aconseguint un estil decoratiu.
El 2004, es fundà la Maison de la Bande Dessinée, un museu de còmics a Brussel·les dedicat a la seva obra. Posteriorment s'amplià també a l'obra d'autors a qui Jijé va influir.

## Premis
- 1975: Gran Premi Sant-Michel de la ciutat de Brussel·les, Bèlgica
- 1976: Stripschapprijs, Netherlands
- 1977: Gran Premi d'Angoulême, França